# No Promises (album)
No Promises je drugi album italijansko - francoske glasbenice in fotomodela Carle Bruni.  
Prvi album, Quelqu'un m'a dit, je pela v francoščini,  ta album je zapela v angleščini.

## Seznam pesmi
| #   | Naslov                                             | Besedilo           | Glasba |
| --- | -------------------------------------------------- | ------------------ | ------ |
| 1.  | "Those Dancing Days Are Gone"                      | W. B. Yeats        | Bruni  |
| 2.  | "Before the World Was Made"                        | W. B. Yeats        | Bruni  |
| 3.  | "Lady Weeping at the Crossroads"                   | W. H. Auden        | Bruni  |
| 4.  | "I Felt My Life With Both My Hands"                | Emily Dickinson    | Bruni  |
| 5.  | "Promises Like Piecrust"                           | Christina Rossetti | Bruni  |
| 6.  | "Autumn"                                           | Walter de la Mare  | Bruni  |
| 7.  | "If You Were Coming in the Fall"                   | Emily Dickinson    | Bruni  |
| 8.  | "I Went to Heaven"                                 | Emily Dickinson    | Bruni  |
| 9.  | "Afternoon"                                        | Dorothy Parker     | Bruni  |
| 10. | "Ballad at Thirty Five"                            | Dorothy Parker     | Bruni  |
| 11. | "At Last the Secret Is Out"                        | W. H. Auden        | Bruni  |
| 12. | "Those Dancing Days Are Gone (alternate version)"* | W. B. Yeats        | Bruni  |

* Lou Reed. Dostopno samo preko iTunes in Opendisca.

## Uspeh na lestvicah
| Lestvica                     | Mesto |
| ---------------------------- | ----- |
| Avstrijska lestvica albumov  | 11    |
| Belgijska lestvica albumov   | 2     |
| Francoska lestvica albumov   | 1     |
| Nemška lestvica albumov      | 2     |
| Irska lestvica albumov       | 72    |
| Italijanska lestvica albumov | 11    |
| Portugalska lestvica albumov | 6     |
| Švedska lestvica albumov     | 55    |
| Švicarska lestvica albumov   | 1     |
| Britanska lestvica albumov   | 65    |